# Nokia 6
Nokia 6 — смартфон середнього класу від Nokia, що працює на базі Android. Перший смартфон від фінської компанії HMD Global, , створений шляхом часткового відчуження підрозділу пристроїв Nokia. Перший смартфон під брендом Nokia після Lumia 638 і перший смартфон на Android під брендом Nokia після недовготривалого Nokia X2 у 2014 році. Вперше про продаж було оголошено у Китаї 8 січня 2017 року, а глобальна версія була оголошена наступного місяця.
Наступник Nokia 6, Nokia 6.1, був анонсований 5 січня 2018 року в Китаї та 25 лютого 2018 року в інших частинах світу.

## Технічні характеристики

### Обладнання
Nokia 6 оснащений 5,5-дюймовим дисплеєм Full HD зі співвідношенням сторін 16:9. Працює на базі процесора Qualcomm Snapdragon 430 і має порт micro-USB. Має 16-мегапіксельну задню камеру та 8-мегапіксельну фронтальну камеру з автофокусом. Телефон має або один слот для SIM-карти, або гібридний слот для SIM-карти, який може містити картку Nano-SIM і картку MicroSD або іншу SIM-карту.

### Програмне забезпечення
Nokia 6 від 2017 року спочатку постачалася з немодифікованою версією Android 7.1.1 Nougat на відміну від модифікованих версій, які використовують більшість виробників. Оновлення до Android 7.1.2 Nougat вийшло в жовтні 2017 року. Наприкінці січня 2018 року вийшла стабільна версія Android 8.0 Oreo для Nokia 6. 28 березня 2018 року вийшло оновлення Android 8.1.0 Oreo з березневим виправленням безпеки. 21 лютого 2019 року Nokia 6 отримала оновлення Android 9 Pie .

## Реліз
Nokia 6 була вперше випущена в Китаї 20 січня 2017 року, незабаром після анонсу. Попит був високий, і він був розкуплений за лічені хвилини після отримання понад мільйона реєстрацій.  26 лютого 2017 року на Mobile World Congress 2017 було оголошено, що Nokia 6 буде доступна по всьому світу. Він був випущений на інших азійських ринках, включаючи Малайзію, 30 травня 2017 року, а з червня 2017 року — у Європі

## Відгуки
Загалом Nokia 6 отримала позитивні відгуки. Джон Макканн з TechRadar похвалив камеру, продуктивність і доступність телефону, критикуючи «повільну зарядку» і незручний дизайн.
TrustedReviews високо оцінив «стабільний час автономної роботи» телефону та металеву оболонку, водночас критикуючи роботу камери за слабкого та змішаного освітлення.